# Kington (Herefordshire)
Kington – miasto w Anglii, w hrabstwie Herefordshire. Leży 27 km na północny zachód od miasta Hereford i 214 km na zachód od Londynu. W 2009 miasto liczyło 3200 mieszkańców.